# Ferdynand Zweig

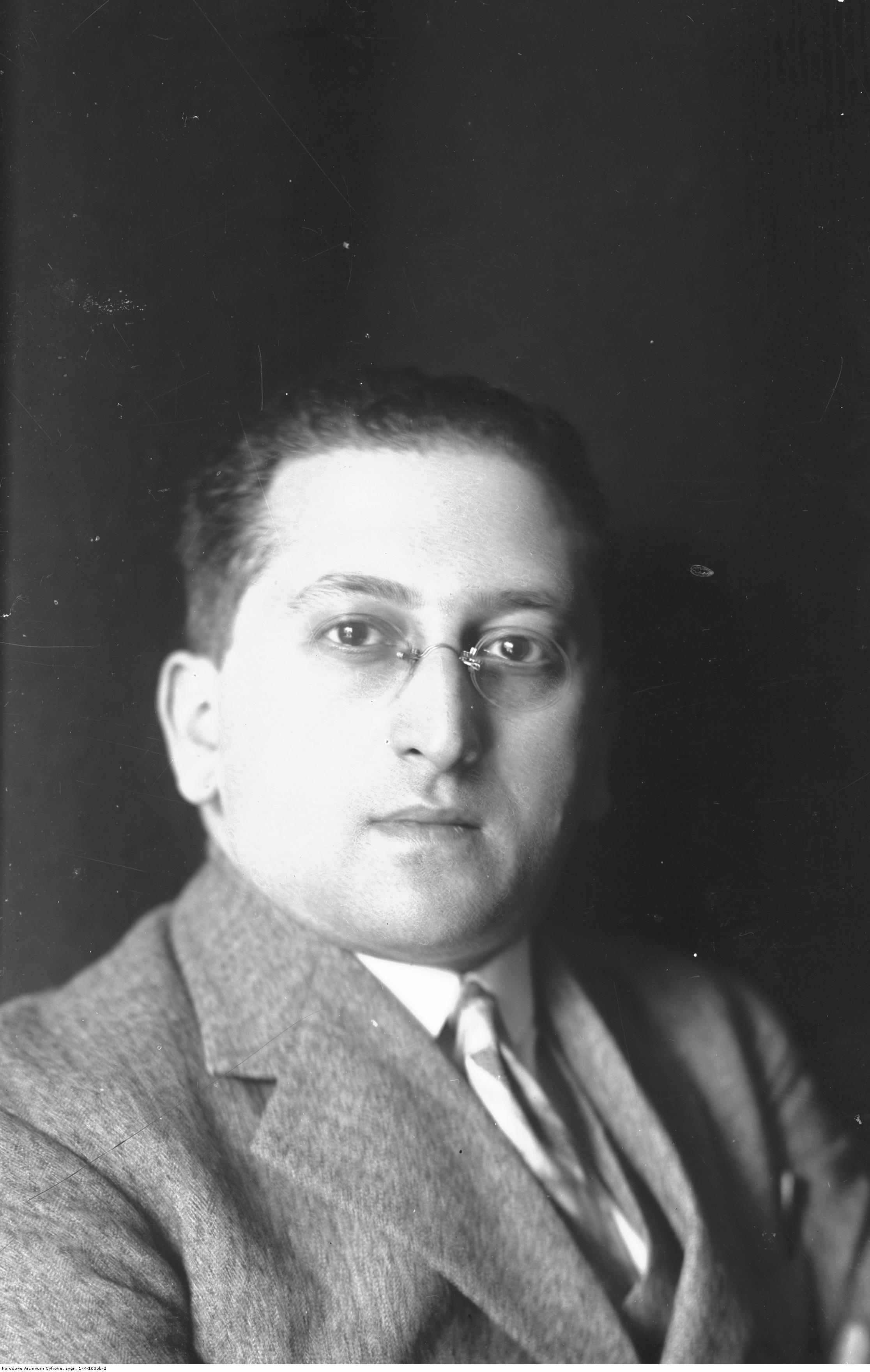
Ferdynand Zweig

Ferdynand Zweig (* 23. Juni 1896 in Krakau; † 9. Juni 1988 in London) war ein polnischer Wirtschaftswissenschaftler und Soziologe jüdischer Abstammung, der 1939 nach Großbritannien emigrierte.

## Leben
Zweig lehrte von 1928 bis 1939 Wirtschaftswissenschaften an der  Jagiellonen-Universität in Krakau, setzte seine Lehrtätigkeit nach der Emigration ab 1946 an der Universität Oxford und der Universität Manchester fort und war zudem Gastprofessor  an der Hebräischen Universität Jerusalem (1953 bis 1956) und der Universität Tel Aviv (1964 bis 1966).
Sein Forschungsschwerpunkt war die Soziologie der Arbeit.

## Werke (Auswahl)
- Die vier Systeme der Nationalökonomie, C. Heymann, Berlin 1932
- The Jew, Victor Gollancz Ltd., London 1947
- Labour, Life and Poverty, 1948
- The British Worker, 1952
- The Worker in an Affluent Society, 1961
- The New Acquisitive Society, 1976